# Билгорай (гмина)
Билгорай (пол. Biłgoraj) — сельская гмина (волость) в Польше, входит как административная единица в Билгорайский повет, Люблинское воеводство. Население — 12 566 человек (на 2006 год).

## Сельские округа
1. Анджеювка
2. Бродзяки
3. Букова
4. Чосмы
5. Домбровица
6. Дерезня-Сольска
7. Дерезня-Загроды
8. Дыле
9. Громада
10. Хедвижин
11. Игнатувка
12. Каетанувка
13. Корчув
14. Корыткув-Дужи
15. Майдан-Громадзки
16. Наджече
17. Новы-Бидачув
18. Окронгле
19. Рапы-Дыляньске
20. Руда-Сольска
21. Смульско-Мале
22. Смульско-Дуже
23. Колёня-Суль
24. Суль
25. Стары-Бидачув
26. Воля-Дерезняньска
27. Воля-Дужа
28. Воля-Мала
29. Волянины

## Прочие поселения
1. Цынцынополь
2. Дерезня-Майданьска
3. Эдвардув
4. Яхоше
5. Подлесе
6. Ратвица
7. Руда-Загроды
8. Теодорувка
9. Загроды-Домбровицке
10. Загумне
11. Желебско

## Соседние гмины

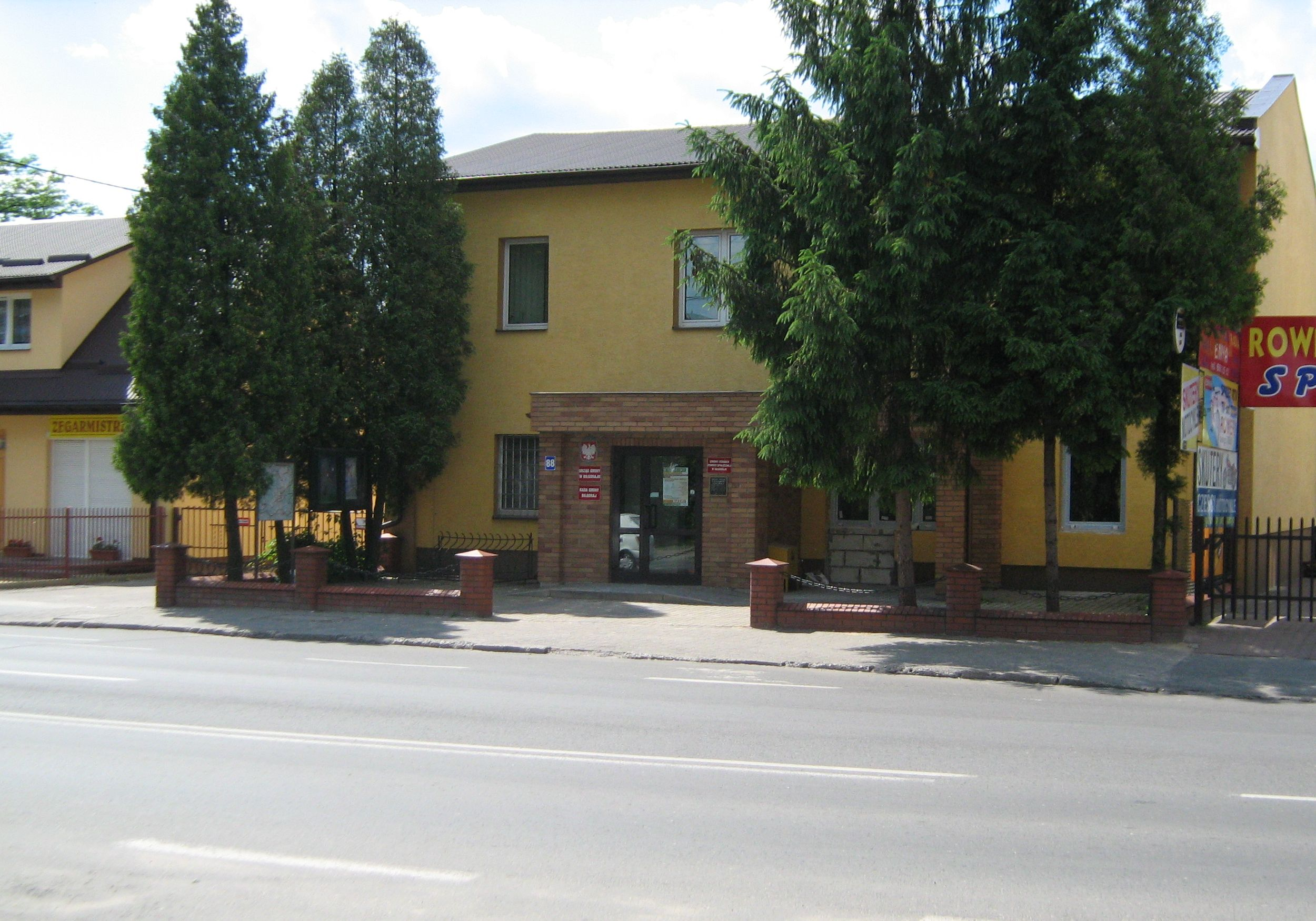
Гмина Билгорай

1. Гмина Александрув
2. Билгорай
3. Гмина Бища
4. Гмина Дзволя
5. Гмина Фрамполь
6. Гмина Харасюки
7. Гмина Ксенжполь
8. Гмина Радечница
9. Гмина Терешполь